# Club Social y Deportivo Santa Teresita
El Club Social y Deportivo Santa Teresita es una institución deportiva fundada el 13 de julio del 1949 en la localidad de Santa Teresita, en el interior de la provincia de Buenos Aires, Argentina. Actualmente participa de la Liga del Partido de la Costa, donde ha obtenido 4 títulos.

## Historia
En su origen, la Institución, sin comisión directiva ni jerarquías organizadoras, no era más que un cuadro de fútbol de jóvenes trabajadores de la construcción que habían resuelto realizar partidos con San Clemente del Tuyú, y más tarde con Mar de Ajó y Mar del Tuyú, usando para los encuentros la camiseta que cada uno tenía y en ocasiones recurriendo a 2 o 3 jugadores prestados, porque no alcanzaban a formar un equipo.
Luego del inicio como equipo de fútbol, el 13 de julio de 1949 se funda el Club Social y Deportivo Santa Teresita en el almacén de los hermanos Héctor y Domingo Senillosa, denominado Jagüel del Medio.
Años después y con la reestructuración del 13 de agosto de 1954, durante la gestión de Miguel Papurello, en el acta oficial Nº 1 se reconocen a los 19 socios fundadores y se resuelve nombrar a Dardo Loyan Elicabe como presidente honorario.
Héctor Senillosa, Adolfo Corsini, Juan Teiseira, Mario Alessandrelli, Pablo de la Vega, Domingo Senillosa, Carlos Torfil, Irineo Pérez, Héctor Dantochia, Martín Leiva, Francisco Marizcurrena, Pedro Vega, Ángel Pieroni, Dardo Elicabe, Miguel Papurello, Mario Clementi, Juan Brescia y Rogelio Lagomarsino fueron los socios reconocidos en el 54’ por haber dado el puntapié inicial.
En ese entonces también se designa a Enrique Artiguet y Héctor Senillosa para que confeccionen los Estatutos de la Institución, que con algunas reformas fueron aprobados el 31 de julio de 1955.

## Instalaciones

### Estadio Raúl Pérez
El Estadio de fútbol Raúl Pérez (Anteriormente llamado "El Reducto") posee una capacidad para 2000 personas aproximadamente, contiene una tribuna en el lado norte del estadio. Ubicado entre las calles 14, 36, 37, 13, y esquina Diagonal 20.
El público local ingresa por la calle 37, la misma entrada sirve para ingresar hacia la cancha de futsal, en donde el club juega de local.
Desde el 3 de agosto del 2009 estadio lleva el nombre de Raúl Pérez, en honor al presidente del club en aquella época.

### Sede Social
El Club posee una Sede Social ubicada en la calle 34 al 422, contiene un salón de fiestas, varios baños y algunas oficinas.

## Rivalidades
Su clásico rival, es el C.A.D.U. con el que sostienen el clásico de Santa Teresita. En el historial, el C.A.D.U. lleva la ventaja, aunque la diferencia no es muy grande

## Palmarés
- Liga de Fútbol del Partido de la Costa (4): 1983, 1984, Clausura 1995 y Clausura 2015.